# Березники (Юрьев-Польский район)
Березники — село в Юрьев-Польском районе Владимирской области России, входит в состав Красносельского сельского поселения.

## География
Село расположено в 25 км на запад от райцентра города Юрьев-Польский.

## История
Село Березники весьма древнего происхождения. Оно упоминается в духовной грамоте княгини Софьи Витовтовны, супруги Великого князя Василия Дмитриевичи, от 1453 года; княгиня Софья Витовтовна завещала Березники своей снохе княгине Марье. В XVII и XVIII столетиях село принадлежало Данилову монастырю, что в Переславле-Залесском; но когда и кем оно пожаловано было монастырю — неизвестно. В начале XVII века село Березники было раззорено и опустошено поляками и литовцами и обратилось в пустошь; о чем есть упоминание в отказных патриарших книгах 1645-1647 годов. Пустошь Березники вновь была заселена лишь в семидесятых годах XVII столетия.
Церковь в Березниках весьма древнего происхождения и существовала здесь уже в XV столетии, как это можно видеть из вышеуказанной княжеской грамоты, в которой Березники записаны селом. Церковь в селе исстари имела главный престол — в честь Иоанна Предтечи, как показывают отказные патриаршие книги 1678-1679 годов. До 1834 года зданием церковь была деревянная; в этом году усердием прихожан и доброхотных дателей построена каменная церковь; каменная колокольня построена позднее — в 1853 году. Престолов в церкви было два: в холодной — в честь святого Предтечи и Крестителя Господня Иоанна и в теплом пределе — во имя Святителя и Чудотворца Николая. В 1896 году приход: село и деревни: Глебовка, Карпово и Бузаново. Всех дворов в приходе 190, душ мужского пола 515, женского пола 592 души. В селе существовала земская народная школа и помещалась в особо построенном доме
В годы Советской власти церковь в Березниках была полностью разрушена.
В конце XIX — начале XX века село входило в состав Горкинской волости Юрьевского уезда.
С 1929 года село являлось центром Березниковского сельсовета Юрьев-Польского района, с 1954 года — входило в состав Горкинского сельсовета.

## Население
| 1859 | 1897 | 1905 | 2002 | 2010 | 2021 |
| ---- | ---- | ---- | ---- | ---- | ---- |
| 611  | ↘599 | ↗688 | ↘71  | →71  | ↘51  |